# Redoshi
Redoshi (vers 1848 - 1937) était une femme originaire d'Afrique de l'Ouest qui a été réduite en esclavage et clandestinement introduite dans l'État américain de l'Alabama lorsqu'elle était jeune fille en 1860. Avant l'annonce de Matilda McCrear en 2020 en tant que survivante revendiquée, Redoshi était considérée comme la dernière survivante connue de la traite transatlantique des esclaves.
Faite captive pendant la guerre à l'âge de 12 ans par le royaume ouest-africain du Dahomey, elle a été vendue aux Américains et transportée par bateau vers les États-Unis, en violation de la loi américaine. Elle a été vendue à nouveau et réduite en esclavage dans la plantation de la famille Washington M. Smith, dans le comté de Dallas , en Alabama, où son propriétaire l'a renommée Sally Smith.
Redoshi a survécu à l'esclavage et aux lois Jim Crow, ainsi qu'à la période de privation du droit de vote qui a suivi la Reconstruction, et elle a également vécu pendant la Grande Dépression. Elle a eu la chance de rencontrer des personnes engagées dans le mouvement des droits civiques. Elle est la seule survivante connue de l'esclavage transatlantique à avoir été filmée et interviewée pour un journal.

## Biographie
Redoshi habitait dans un village d'Afrique de l'Ouest, qui se trouve aujourd'hui au Bénin. Bien que 14 noms similaires apparaissent dans la base de données African Origins, le nom "Redoshi" est inconnu en Afrique de l'Ouest. Son village a été attaqué lors d'un raid par des guerriers du Royaume du Dahomey, qui ont tué son père (peut-être un chef du village) et l'ont emmenée captive à l'âge de 12 ans, vers 1860. Ils l'ont vendue au capitaine américain du navire négrier illégal Clotilda. Elle a été forcée d'épouser un autre captif, un homme également originaire d'Afrique de l'Ouest déjà marié et parlant une langue différente. Son mari a ensuite été appelé 'Oncle Billy' ou 'Yawith'.
Redoshi a été emmenée à bord du Clotilda, le dernier navire connu pour avoir transporté des esclaves africains en Amérique du Nord. Ses propriétaires ont agi de manière illégale, car plus de 50 ans auparavant, les États-Unis avaient interdit l'importation d'esclaves. L'homme d'affaires de l'Alabama, Timothy Meaher, avait chargé le capitaine et le navire d'une mission d'achat d'esclaves à Ouidah, une ville portuaire de l'actuel Bénin.

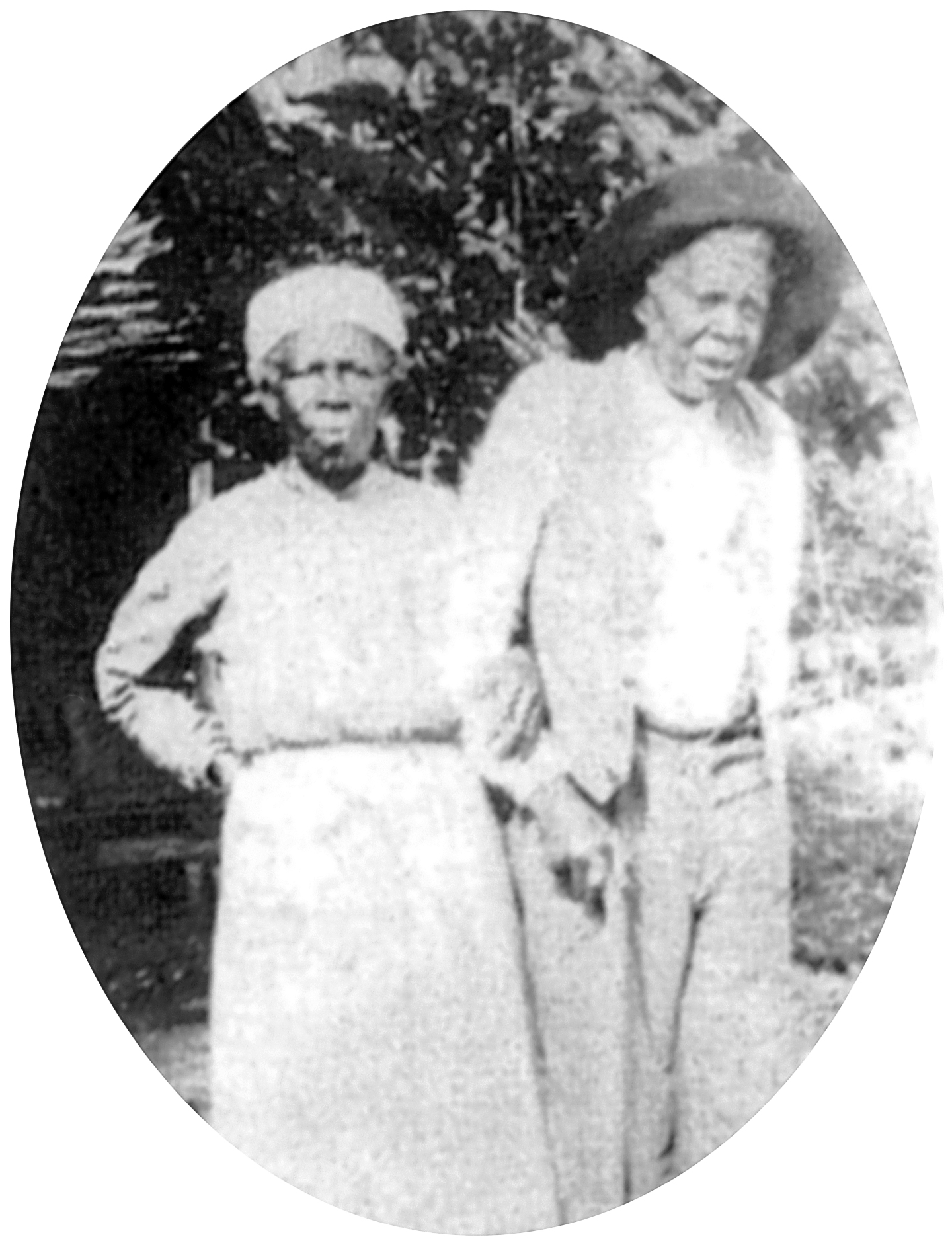
Redoshi et son mari

Une fois que le navire eut atteint Mobile, dans le comté de Mobile, en Alabama, où vivait Meaher, Redoshi et son mari furent vendus à Washington Smith, un planteur du comté de Dallas, en Alabama, situé à environ 24 km à l'ouest de Selma. Smith était un homme fortuné possédant une vaste plantation à Bogue Chitto, ainsi qu'une maison en ville à Selma, et faisait partie des fondateurs de la Banque de Selma. Il la rebaptisa "Sally Smith'' et l'obligea à travailler dans les champs et parfois dans la grande maison. Apparemment, deux des guerriers du Dahomey qui avaient kidnappé Redoshi et ses proches furent également capturés après être montés à bord du navire pour se moquer des captifs, sans remarquer que le navire mettait les voiles jusqu'à ce que le capitaine Foster leur annonce qu'eux aussi allaient être transportés en Amérique. Ils travaillèrent aux côtés de Redoshi dans les champs, mais elle ne leur pardonna jamais.
Après l'émancipation, Redoshi (17 ans) et son mari Yawith ont choisi de rester vivre sur la plantation, travaillant comme métayers. À la suite du décès de Washington Smith en 1869, sa femme a pris la direction de la plantation. Les planteurs, en collaboration avec les commerçants, contrôlaient les finances des métayers et en tiraient profit lors des comptes annuels . Malgré leur vie dans la pauvreté, Redoshi et son mari possédaient peut-être des terres à Bogue Chitto ou dans les environs. Le couple a eu une fille qu'ils ont élevée. Même si Redoshi s'est convertie au christianisme, elle a continué à pratiquer ses traditions religieuses africaines et les a transmises à sa fille. Yawith est décédé dans les années 1910 ou 1920, et Redoshi est morte en 1937. Leur fille était répertoriée dans le recensement américain et dans les documents de mariage sous les noms de "Leasy", "Luth A.", "Lethe", "Letia" et "Lethy", et elle a eu des enfants.

## Historiographie
La chercheuse Hannah Durkin de l'Université de Newcastle a reconstruit l'histoire de Redoshi et a conclu qu'elle était la dernière survivante des esclaves transportés par le navire négrier illégal Clotilda lors de la traite transatlantique des esclaves. Auparavant, les historiens pensaient que Cudjoe Lewis (Kossola) était le dernier survivant de la traite transatlantique des esclaves. En tant que porte-parole d'Africatown à Mobile, il a été interviewé par de nombreuses personnes. Sa vie a été documentée par Emma Langdon Roche dans un livre de 1914 et par Zora Neale Hurston dans un article de 1928. Hurston est retournée en Alabama pour l'interviewer pendant plusieurs mois et a écrit un livre sur lui, mais il n'a été publié qu'en 2018, longtemps après sa mort, sous le titre Barracoon : L'histoire du dernier « Black Cargo ». Selon les sources, Sally Smith a un fils, Jessie Smith, qui est agriculteur, mais le seul enfant connu de Redoshi était une fille.
Durkin a remarqué que les sources faisant référence à la femme ouest-africaine sont limitées. Il s'agit notamment de notes et d'une lettre de Zora Neale Hurston à Langston Hughes, qui n'ont pas été publiées de son vivant, ainsi qu'une interview dans un journal de Montgomery, Alabama, datant de 1932. On peut également citer un bref apparition dans un film éducatif du gouvernement fédéral de 1938, ainsi qu'un bref compte rendu dans les mémoires d'un militant des droits civiques et diverses données du recensement américain et d'autres documents. Ces sources sont décrites comme fragmentaires, souvent « contradictoires...[;] Les lacunes et les incohérences entre ces documents contribuent à souligner l'inexprimable de l'esclavage transatlantique en tant qu'expérience vécue ».
En 1928, Hurston écrivait à son ami Langston Hughes au sujet de ses voyages en Alabama pour interviewer des Afro-Américains. Elle a mentionné que Lewis n'était pas le seul survivant du Clotilda : elle avait également rencontré une femme "très charmante", "plus âgée que Cudjoe, à environ 200 milles en amont de l'État sur la rivière Tombig[b]ee". Hurston n'a pas développé davantage sur Redoshi, mais elle a inclus le nom "Sally Smith" et des détails biographiques dans une annexe de son manuscrit, qui a été publié à titre posthume sous le titre Every Tongue Got to Confess: Negro Folk-tales from the Gulf States (2001). Ce livre était basé sur le manuscrit et les notes de près de 500 de ses entretiens. Hurston n'a pas mentionné Redoshi dans Barracoon, qui était centré sur Kossola et ses expériences.
Redoshi, également connue sous le nom de "Tante Sally Smith", a été interrogée en 1932 par le Montgomery Advertiser alors qu'elle résidait dans une plantation appartenant à la famille Quarles. Selon l'article, elle aurait été capturée à l'âge de 25 ans et était considérée comme une "princesse" de la tribu des Tarkars, originaire du même village que Kossola/Cudjo Lewis, situé dans l'actuel Bénin,. D'après Durkin, cet article semble être le seul témoignage écrit d'une survivante du Middle Passage. Elle souligne que le récit est influencé par le point de vue du journaliste blanc et reflète ses fantasmes romantiques sur l'Afrique, renforçant ainsi les représentations traditionnelles de l'esclavage américain avant l'ère des droits civiques, le décrivant comme une pratique bienveillante et "civilisatrice".
Redoshi a été filmée dans un film éducatif de 1938 intitulé "The Negro Farmer: Extension Work for Better Farming and Better Living", produit par le ministère de l'Agriculture des États-Unis en collaboration avec le Tuskegee Institute. Ce film a été décrit comme une représentation paternaliste de la vie rurale des Afro-Américains, visant à freiner l'importante migration des Noirs vers les villes du nord. Bien que Redoshi soit apparue brièvement dans le film sans aucune réplique parlée, elle est la seule survivante du Clotilda et la seule femme esclave de la traite transatlantique à avoir été filmée. Ce documentaire est conservé à la Bibliothèque du Congrès. Dans l'ouvrage "Documenting Racism: African Americans in US Department of Agriculture Documentaries, 1921–42", J. Emmett Winn décrit les images en soulignant le portrait muet de "Tante Sally Smith", accompagné d'une brève biographie narrée par une voix blanche, mettant en lumière les conditions de vie précaires des agriculteurs afro-américains dans le Sud profond. Ces images s'inscrivent dans une initiative visant à promouvoir des améliorations agricoles conformes aux directives du département de l'Agriculture et à souligner le message du film selon lequel "les Noirs devraient rester dans les fermes du Sud".
Amelia Boynton Robinson, militante des droits civiques en Alabama, raconte dans ses mémoires de 1979, Bridge across Jordan, qu'elle avait rencontré "tante Sally" vers 1936. Par la suite, Boynton Robinson a joué un rôle dans l'organisation de l'inscription des électeurs et d'autres initiatives locales au début des années 1960. Elle a souligné que Smith était originaire d'Afrique et qu'elles avaient discuté de la préservation des traditions culturelles africaines au sein de sa famille. L'historien Alston Fitts a inclus une brève biographie de Redoshi dans Selma : A Bicentennial (1989, réédité en 2017), en se basant sur la "tradition familiale Quarles" et sur le récit du livre de Robinson.